# Сознательный (эсминец)
«Сознательный» —эскадренный миноносец проекта 56 (код НАТО — «Kotlin class destroyer»).

## История строительства
Зачислен в списки ВМФ СССР 1 сентября 1953 года. Заложен на заводе № 190 им. А. А. Жданова 25 сентября 1954 года (строительный № 708), спущен на воду 15 января 1956 года. Корабль принят флотом 31 октября 1956 года, 17 ноября на корабле был поднят советский военно-морской флаг, 8 июля 1958 года эсминец вступил в состав Советского Военно-Морского Флота .

## Служба
После прохождения испытаний на Балтике прибыл 12 июля 1958 года в Североморск в состав 170-й брэм. Находился с 18 по 25 июля на флотских учениях; снова находился на учениях с 15 марта по 6 апреля 1959 года. С 17 по 19 июня 1960 года эсминец находился на учениях по проводке конвоя. В апреле 1964 года корабль был переведён на Черноморский флот, а с 11 ноября 1964 по 25 ноября 1965 года прошёл средний ремонт в Севастополе.
С сентября по декабрь 1966 года «Сознательный» совместно с большим ракетным кораблём «Зорким», эсминцем «Напористым», 3 подводными лодками и 11 вспомогательными судами нёс боевую службу в Средиземном море. В 1967 году корабль участвовал в учениях «Родопы». 4 февраля 1968 года «Сознательный» перевели на Северный флот в состав 170-й брэм 7-й ОПЭСК. С 3 мая по 30 июля эсминец нёс боевую службу в Восточной Атлантике, затем 1 декабря встал на ремонт. 12 мая 1971 года «Сознательный» перечислили на Черноморский флот в состав 30-й дплк. На судостроительном заводе им. 61 Коммунара корабль прошёл модернизацию по проекту 56-А (завершена 20 января 1972).
В период с 1 сентября по 30 ноября 1972 «Сознательный» обеспечивал советское военное присутствие в Сирии, а с 5 по 24 октября 1973 года — в Египте; корабль проводил транспорты в Латакию (Сирия) и находился в районе боевых действий.
С 9 по 13 августа 1974 года эсминец нанёс визит в Варну (Болгария), 30 августа принял участие в спасении большого противолодочного корабля «Отважный». В мае 1975 года прошёл ремонт в Новороссийске с очисткой подводной части корпуса и винтов. В 1976 году прошёл ремонт (с модернизацией), в следующем году на корабле испытывался зенитный ракетный комплекс «Волна-П». 2 июня 1977 года в проливе Босфор во время выхода на боевую службу корабль навалился на якорную бочку, повредив при этом винт. Ремонт эсминец прошёл на «Севморзаводе» (в период со 2 февраля 1978 по 11 декабря 1980).
Замена винта произведена в Тунисе в Бизерте п.Мизель Бургиба после окончания боевой службы направлен на ремонт в Севморзавод
1 марта 1988 года эскадренный миноносец «Сознательный» был исключён из списков флота в связи с передачей ОФИ для демонтажа и реализации и 17 июля расформирован. Позже корпус корабля был продан на металлолом частной португальской фирме.

## Особенности конструкции
С момента постройки на эсминце была усилена мачта. РЛС «Хром-К» на грот-мачте отсутствовала, на СВП стояла РЛС «Якорь-М1» прямоугольного сечения, а затем «Якорь-М2». После модернизации по проекту 56-А корабль получил зенитный ракетный комплекс «Волна» с системой «Ятаган», две РЛС «Дон» и четыре спаренных 30-мм артиллерийских установки АК-230 с РЛС «Рысь», а также РЛС «Ангара», ГАС «Геркулес-2М» и приёмник МИ-110К. Водоизмещение — стандартное (3060 т), полное (3625 т).

## Известные командиры
- На октябрь 1973 года кораблём командовал капитан 3 ранга Вениамин Павлович Саможенов[1];
- На июнь 1975 года кораблём командовал капитан 3 ранга Видченко Алексей Акимович;
- 1977—1978 — капитан 3 ранга Романенко[уточнить];
- 1979—1981 — капитан 3 ранга Сидоренко[уточнить].
- 1983-1987 - капитан 3 (2) ранга Лату Василий Степанович [уточнить].

## Бортовые номера
В ходе службы эсминец сменил ряд следующих бортовых номеров:
- 1956 год — № 74;
- 1957 год — № 40 и № 98;
- 1958 год — № 29 и № 47;
- 1959 год — № 256;
- 1963 год — № 605;
- 1964 год — № 607;
- 1965 год — № 765;
- 1966 год — № 016;
- 1969 год — № 311;
- 1970 год — № 383;
- 1972 год — № 390;
- 1973 год — № 357;
- 1974 год — № 367;
- 1975 год — № 357;
- 1977 год — № 516;
- 1979 год — № 713;
- 1981 год — № 530;
- С 12 июля 1984 года — № 512;
- 1988 год — № 526;
- С ноября 1988 года — № 260.